# Green Springs
Green Springs è un villaggio degli Stati Uniti d'America, situato nello stato dell'Ohio, diviso tra la contea di Sandusky e la contea di Seneca.